# Aníbal Paz
Aníbal Luis Paz (Montevideo, 21 maggio 1917 – Montevideo, 21 marzo 2013) è stato un calciatore uruguaiano di ruolo portiere, campione del mondo nel 1950 con la Nazionale uruguaiana.

## Carriera
Cresciuto nelle giovanili del Liverpool di Montevideo, in cui entrò all'età di 15 anni, dopo una breve parentesi nel Bella Vista Paz trascorse il resto della carriera, dal 1938 al 1953, nel Nacional. Nel Nacional disputò 471 partite e vinse 9 campionato uruguaiani.
Conta 22 presenze con la Nazionale uruguaiana, con cui esordì il 12 marzo 1940 in amichevole contro il Cile (3-2). Convocato, da riserva di Maspoli, per i Mondiali nel 1950, dove disputò una partita nel girone finale contro la Svezia (vinta 3-2), mentre era presente in panchina durante il celebre Maracanazo, nel quale la sua squadra riuscì a vincere 2-1 contro il Brasile padrone di casa e a diventare campione del Mondo all'età di 33 anni seppur senza giocare la finale.
Giocò e conquistò il Campeonato Sudamericano de Football nel 1942. È stato convocato anche per il Campeonato Sudamericano de Football nel 1939 (secondo posto dietro il Perù), nel 1941 (secondo posto dietro l'Argentina) e nel 1946 (4º posto).
Dopo il ritiro dal calcio giocato è stato preparatore dei portieri del Nacional nel 1969 con Zezé Moreira come allenatore della squadra uruguaiana. All'epoca del decesso, avvenuto nel 2013 all'età di 95 anni, era il più anziano campione del mondo di calcio ancora in vita.

## Palmarès

### Club

#### Competizioni nazionali
- Campionato uruguaiano: 9

Nacional: 1939, 1940, 1941, 1942, 1943, 1946, 1947, 1950, 1952

### Nazionale
- Campeonato Sudamericano de Football: 1

Uruguay 1942
- Campionato mondiale: 1

Brasile 1950